# Ipuaçu
Ipuaçu é um município no oeste do estado de Santa Catarina, Brasil. Com uma população de 7 730 habitantes, conforme a contagem do Censo 2022, destaca-se por abrigar a maior Terra Indígena do Sul do Brasil, a Terra Indígena Xapecó.
Desde 2008, a cidade é destaque mundial entre os ufólogos, devido aos constantes aparecimentos de círculos nas plantações, agroglifos, fenômeno que ocorre preferencialmente em outubro e novembro. Isto lhe rendeu, além de um documentário produzido pelo canal americano History channel, o título de "Capital Nacional dos Agroglifos".
Localiza-se na Região Geográfica Imediata de Xanxerê e na Região Geográfica Intermediária de Chapecó, estando a uma altitude de 720 metros.

## Topônimo
"Ipuaçu" é um termo de origem tupi que significa "grande barulho de água", através da junção dos termos 'y (água), pu (barulho) e gûasu (grande).
Alternativamente, segundo o Dicionário Aurélio, "ipu" vem do tupi ipo'ú, que significa "alagadiço". "Ipuaçu" significaria, portanto, "grande alagadiço".

## História
A origem de Ipuaçu está intimamente ligada aos povos indígenas de etnia guarani e caingangues, primeiros habitantes da região. Os primeiros colonizadores foram brasileiros Caboclos, provenientes principalmente das províncias de Paraná e São Paulo, em meados de 1900.
Segundo o censo de 2000, 47,9% de seus habitantes são índios, etnias estas que habitavam a região desde antes da chegada dos primeiros colonizadores de origem europeia, a partir do século XVI. O restante da população é basicamente de origem Cabocla ou europeia, descendente de italianos, alemães e poloneses que chegaram à região a partir do século XIX.
O Município de Ipuaçu foi criado pela Lei Estadual nº 8.531, de 9 de janeiro 1992, alterada pela Lei Estadual nº 8.561, de 30 de março de 1992, desmembrando-se dos município de Abelardo Luz e Xanxerê.

## Prefeitos e vice-prefeitos
|   | Prefeitos(as) e Vice-Prefeitos(as)                      | Mandato   |
| - | ------------------------------------------------------- | --------- |
| 1 | Arno de Andrade e Luiz Antônio Serraglio                | 1993-1996 |
| 2 | Luiz Antônio Serraglio e Denilso Casal                  | 1997-2000 |
| 3 | Luiz Antônio Serraglio e Orides Belino Correia da Silva | 2001-2003 |
| 4 | Arno de Andrade e João Francisco Tonello                | 2003-2004 |
| 5 | Leonir José Macetti e Nilso José Prezotto               | 2005-2008 |
| 6 | Denilso Casal e Cesamar Orlandi                         | 2009-2012 |
| 7 | Denilso Casal e Leonir José Macetti                     | 2013-2016 |
| 8 | Jair Bianchini e Elmir Bevilaqua                        | 2016      |
| 9 | Clori Peroza e Nelson Brisola                           | 2017-2020 |